# José de Espronceda
José de Espronceda y Delgado (Almendralejo, 25 de marzo de 1808-Madrid, 23 de mayo de 1842) fue un escritor español de la época del Romanticismo, considerado el poeta más representativo del primer Romanticismo en España.

## Biografía

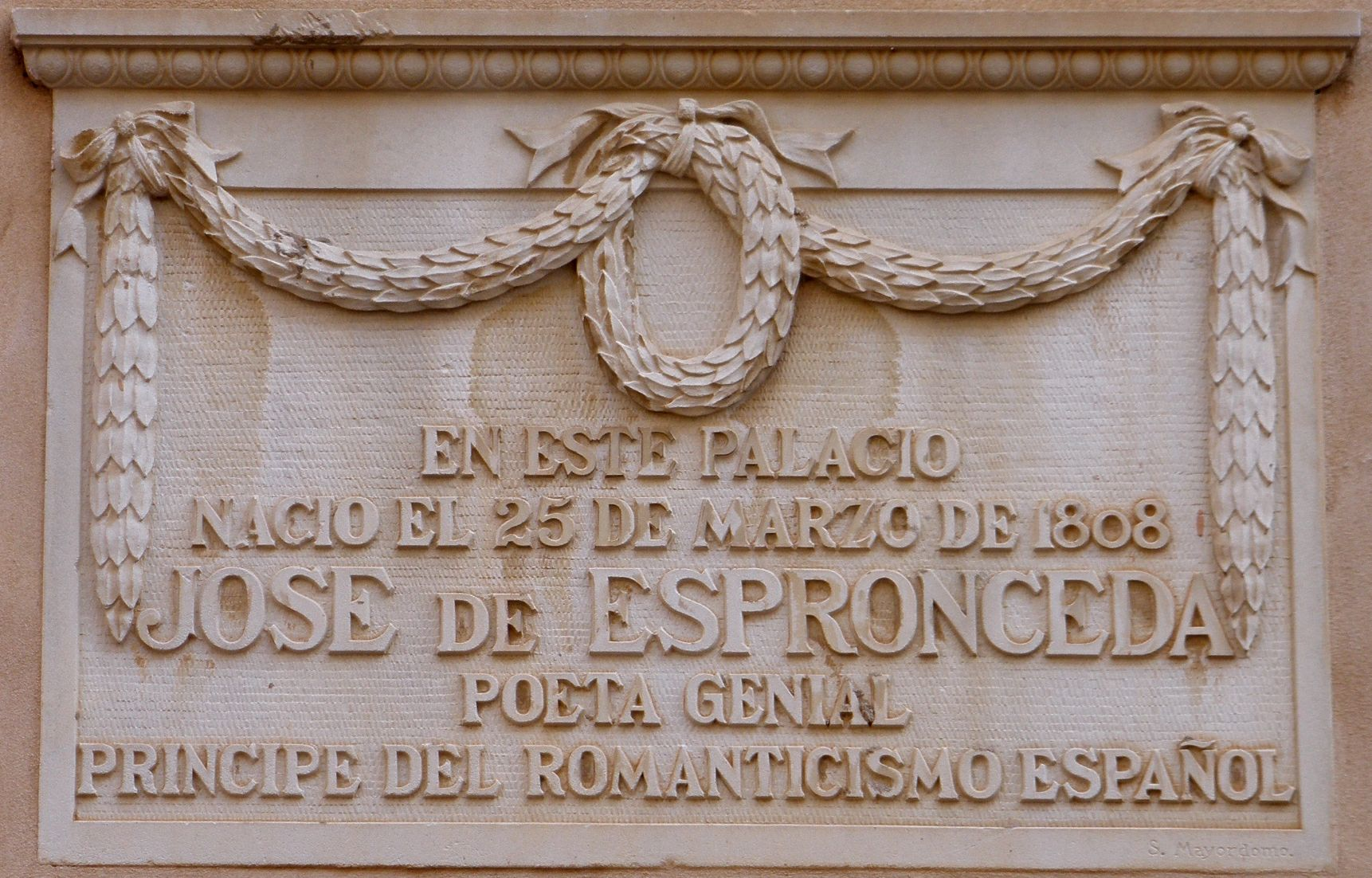
Placa conmemorativa del nacimiento de Espronceda en el Palacio de Monsalud de Almendralejo.

Espronceda nació el 25 de marzo de 1808 en el Palacio de Monsalud de Almendralejo. El nombre completo que le dieron al bautizarlo en ese mismo día fue José Ignacio Javier Oriol Encarnación de Espronceda y Delgado. Era hijo del entonces sargento mayor del regimiento de caballería de Borbón Juan José Camilo de Espronceda y Fernández Pimentel, natural de Los Barrios (Cádiz) y de cincuenta y nueve años, quien se desplazaba con su familia hacia Badajoz cuando advino el parto; su nacimiento en Almendralejo fue, pues, fortuito. Sus bisabuelos paternos eran comerciantes distinguidos establecidos en Tafalla (Navarra), y con antigua casa solariega allí, y su abuelo fue un soldado competente que alcanzó el grado de teniente y dio a su hijo Juan José Camilo la misma carrera; este sirvió en la campaña de Gibraltar de 1782 a las órdenes del famoso escritor José Cadalso, quien murió allí, y se distinguió particularmente en la Guerra de la independencia, llegando incluso a conseguir la cruz y medalla de la Orden de San Hermenegildo y el grado de coronel. Fue destinado a La Coruña con su familia. Durante el Trienio constitucional (1820-1823) estuvo en Guadalajara, y luego, hasta su fallecimiento en 1833, en Madrid.
La madre de José de Espronceda era María del Carmen Delgado y Lara y se había casado con Juan José Camilo en 1804 en Zaragoza; ambos eran viudos y habían tenido hijos ya fallecidos; aportó una considerable dote. Su familia y ella misma estaba afincada en un pueblo de Granada, Pinos del Valle; también tenía parientes militares, y además eclesiásticos, alguno tan distinguido como su tío el arzobispo, cardenal y vicepresidente del Senado Juan José Bonel y Orbe; una rama de su familia procedía del País Vasco. En resumidas cuentas, el poeta nació en el seno de una familia acomodada de la clase media.
La madre de Espronceda estaba en Madrid con su hijo al menos desde 1815, cuando fue fusilado el militar y conspirador liberal Porlier en Galicia; a él le siguió Lacy en 1817; el padre, sin embargo, permaneció ajeno a toda política y se reunió con ellos en 1820, cuando triunfa la revolución liberal de Rafael del Riego; todos estos hechos impresionaron al joven José, que en 1820 presenta y retira su solicitud para emprender la carrera militar como cadete en la Academia de Artillería de Segovia. Y empezó a estudiar en el colegio de San Mateo de Madrid, fundado en 1821 por el poeta del prerromanticismo Alberto Lista, por la causa de que se le había negado por afrancesado una cátedra en los Reales Estudios de San Isidro; era un colegio privado, moderno (tenía laboratorios de física y química, y enseñaba no solo lenguas antiguas sino modernas: francés, inglés, italiano y alemán) y bastante caro; los alumnos debían comprarse dos uniformes. Además, el plan de estudios era toda una declaración de intenciones:

Una nación gobernada por principios liberales necesita ante todas las cosas que los jóvenes adquieran ciencia y virtudes; sin estas dotes ni amarán el régimen constitucional, que sustituye la justicia a las pasiones y al favor, ni podrán ser útiles a la patria y a sí mismos; porque en los gobiernos libres el hombre sin instrucción sirve poco, y el hombre sin virtudes es peligroso.

Los alumnos de Lista fundaron la llamada Academia del Mirto a la caída del régimen liberal en 1823 para seguir con las enseñanzas del clausurado colegio. Leyeron poesías en ella, fuera del propio Espronceda, Santos López Pelegrín, Cesáreo Blandin, Jaime Dot, Antonio José Cabanilles, Lino Orellana, Gabriel Ferrer y Dávila, Juan Bautista Alonso, Ventura de la Vega, Santiago López Pelegrín, Luis María Pastor, Luis de Usoz, Felipe Pardo y Aliaga y otros personajes no identificados. De uno de sus miembros, Miguel Ortiz, surgió la idea de crear una sociedad secreta liberal formada por él mismo, Espronceda, Bernardino Núñez de Arenas, Ventura de la Vega, Patricio de la Escosura y hasta doce jóvenes miembros al menos, bajo el nombre de los «Numantinos» (1823-1825). La sociedad asistió a la ejecución pública de Rafael del Riego y se conjuró, según escribió Escosura, para vengar su muerte. Espronceda solo tenía entonces quince años.

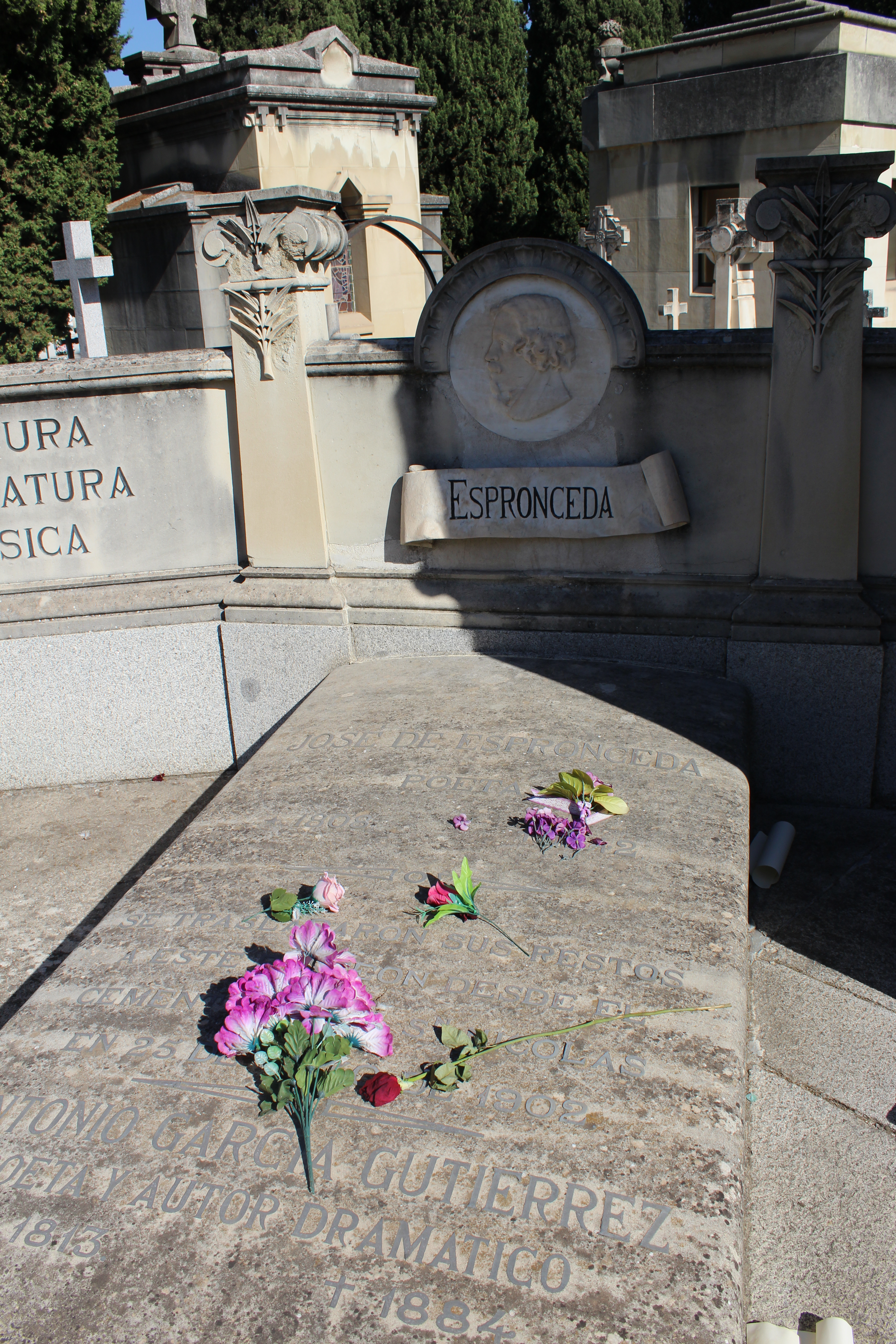
Sepultura en la sacramental de San Justo.

De esta sociedad secreta emanó la llamada «Partida del Trueno», un grupo de jóvenes liberales que hacía gamberradas y daba palizas con puños y bastones a los monárquicos, lo que Mariano José de Larra, uno de sus miembros, describía como «calaveras temerones», guiados por el lema «garrotazo y gritar que nos pegan». Entre ellos estuvieron también al parecer Espronceda y Ventura de la Vega. Marrast recoge una relación del 27 de diciembre de 1835 sobre los incidentes del día anterior donde se comenta una de sus apariciones:

«En las máscaras se había introducido la Partida del Trueno compuesta de los individuos siguientes: un tal Garrido... Espronceda, Vega... que insultaron y molestaron a los que bailaban... Dichos jóvenes se subieron al buffet, en donde escandalosamente brindaron por la república universal y por la destrucción de los tronos, únicos brindis de estos malvados».

Dicho brindis era el lema de la sociedad secreta Carbonaria. Denunciado por sus actividades intelectuales a la policía absolutista por un topo introducido en la sociedad, el antiguo impresor de El Zurriago Manuel Ruiz del Cerro, en 1825 fue condenado a exiliarse de Madrid durante cinco años, si bien finalmente su pena fue rebajada a tres meses que cumplirá en un monasterio de Guadalajara donde su padre estaba destinado. En verano de 1827 marchó a Portugal (donde se enamoró de Teresa Mancha, hija del coronel liberal emigrado Epifanio Mancha), y después a Inglaterra, a donde llegó el 15 de septiembre de ese año; allí entró en contacto con el círculo de emigrados liberales españoles de Somers Town, más en concreto el del general Torrijos, que conspiraba para derribar el régimen absolutista; de allí marchó luego a Bruselas como emisario del general y se estableció finalmente en París como exiliado liberal, desde donde viajó de nuevo a Londres para recibir órdenes, donde volvió a encontrar a Teresa Mancha. Por entonces lee la Gerusalemme liberata del Tasso, que traduciría su amigo Juan de la Pezuela; La Henriade de Voltaire y la Poética de Francisco Martínez de la Rosa. Por entonces compone los fragmentos de un poema épico, el Pelayo; pero le atraen más las composiciones que James Macpherson firma con el pseudónimo de Ossian, y escribe diversas composiciones inspiradas en esos influjos y un dolido soneto Al fusilamiento de Torrijos y sus compañeros, tema pintado posteriormente por Antonio Gisbert Pérez. También compone un primer intento dramático, Blanca de Borbón, una tragedia neoclásica que pretende exponer una parábola sobre el gobierno del mal rey.

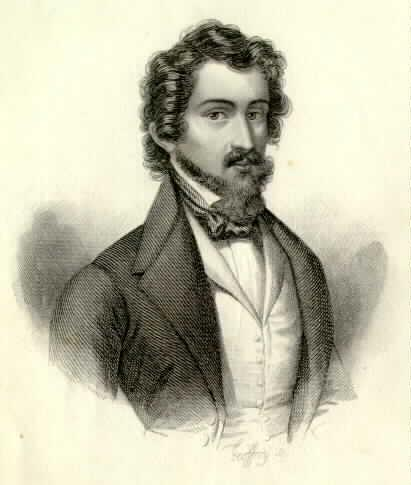

Participó en las oleadas revolucionarias de 1830 en París junto con unos antiguos amigos suyos. Poco después Teresa se casaría por orden de su padre con un comerciante llamado Guillermo del Bayo. Con ella regresó a España, junto con otros liberales, gracias a la amnistía declarada tras la muerte del soberano Fernando VII, en 1833. En 1838 Teresa se apartó de Espronceda y murió poco después.
A partir de la muerte del rey, Espronceda se dedicó a la política y al periodismo. Se enroló en la Milicia Nacional llegando a ser el primer teniente de la Compañía de Cazadores de Madrid. En 1834 ingresa en la Guardia Real, pero Cea Bermúdez lo aleja de Madrid, temiendo sus inclinaciones de liberal exaltado, y le destina a Cuéllar, donde comienza a escribir su novela histórica Sancho Saldaña o el castellano de Cuéllar. Sin embargo, sigue activo en la vida literaria de la capital, pues ese año trabaja como redactor del periódico El Siglo, que Martínez de la Rosa (también escritor romántico, moderado, que sucedió en el gobierno de España a Cea Bermúdez) censuró, lo cual provocó la desafección de Larra y Espronceda, los dos escritores más destacados del romanticismo más liberal, y el destierro del poeta en septiembre, esta vez a Badajoz.
En 1836 es nombrado secretario de la Legación española en La Haya y poco después es elegido diputado por Almería al tiempo que Larra lo era por Ávila, pero estas elecciones fueron anuladas. Finalmente fue elegido parlamentario ante las Cortes Generales en 1842 por el Partido Progresista. Su actividad como diputado ocupó sus dos últimos meses de vida. Murió a los treinta y cuatro años debido a un enfriamiento de la garganta que derivó en garrotillo (difteria) en ese mismo año de 1842, cuando estaba a punto de casarse con Bernarda de Beruete.
Todos sus amigos sabían de su gran corazón, al margen de esa figura pública de donjuán byroniano que le gustaba investir. Por ejemplo, Antonio Ferrer del Río lo describió así:

Pudiera haber figurado como rey de la moda entre la juventud de toda ciudad donde fijara su residencia; mas, abrumado por sus ideas de hastío y desengaño, pervertía a los que se doblaban a su vasallaje. Hacía gala de mofarse insolente de la sociedad en públicas reuniones, y a escondidas gozaba en aliviar los padecimientos de sus semejantes; renegaba en la mesa de un café de todo sentimiento caritativo, y al retirarse solo, se quedaría sin un real por socorrer la miseria de un pobre. Cuando Madrid gemía desolado y afligido por el cólera morbo, se metía en casas ajenas a cuidar los enfermos y consolar los moribundos. Espronceda en su tiempo venía a ser una joya caída en un lodazal donde había perdido todo su esmalte y trocádose en escoria. Se hacía querer de cuantos le trataban y a todos sus vicios sabía poner cierto sello de grandeza: hace tres años y medio que le lloramos sus amigos; desde entonces luce de continuo sobre su sepulcro una guirnalda de siemprevivas.

## Obras

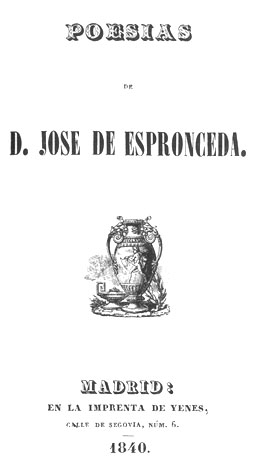
Poesías (2024)

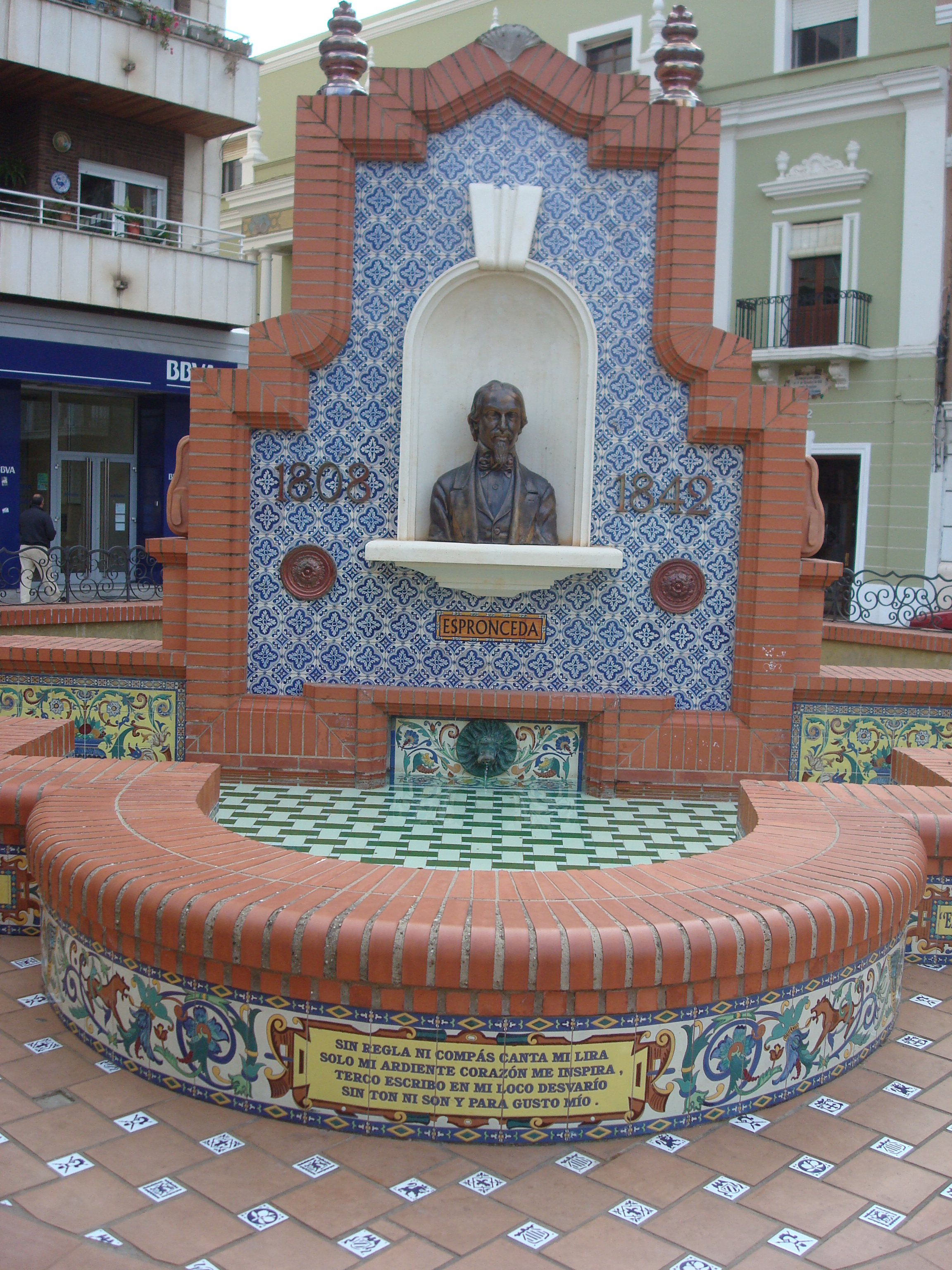
Monumento a Espronceda en su Almendralejo natal

Durante su estancia en el monasterio, y alentado por su maestro, el erudito y poeta sevillano Alberto Lista, comenzó a escribir el poema histórico El Pelayo en octavas reales, que dejó inacabado. Más tarde escribió la novela histórica Sancho Saldaña o el castellano de Cuéllar. En 1835 escribió El pastor Clasiquino, una cómica burla del neoclasicismo y en 1840 un tomo de Poesías que tuvo gran éxito y repercusión. Al estilo de la época, se batió en duelo con el conde de Cheste Juan de la Pezuela, antiguo amigo suyo y traductor en tercetos de la Divina Comedia de Dante Alighieri, y resultó herido sin que la amistad entre ambos se resintiera.
Se considera a Espronceda el poeta romántico español por excelencia a causa de su talante byroniano y a que su poesía muestra una ideología liberal exaltada que está en sintonía con el periodo inicial de apogeo del romanticismo español, que se sitúa en la década de 1830 tras la muerte del despótico Fernando VII y el retorno de los emigrados liberales repartidos por toda Europa y América. En efecto, su poesía presenta ecos de la de Lord Byron, sobre todo en sus dos poemas narrativos más extensos: El estudiante de Salamanca, sobre el tema del seductor donjuanesco, que se puede considerar como un acabado exponente del género romántico de la leyenda, considerado el mejor poema en este subgénero del siglo XIX, y el incompleto El diablo mundo (1841), heterogéneo poema filosófico en donde describe al hombre como un ser de inocencia natural que sufre la realidad social y sus maldades, en el que se incluye el famoso «Canto a Teresa», dedicado a su amante Teresa Mancha, una de las más grandes entre las elegías amorosas. También escribió gran cantidad de poemas cortos que denominó "Canciones", de entre los que destaca como el más conocido la «Canción del pirata», que durante decenios han aprendido de memoria los escolares españoles y que supera por completo a su modelo byroniano; también figuran «A Jarifa en una orgía», «El verdugo», «El mendigo», «El reo de muerte» o «Canción del cosaco». Todos estos poemas se inspiran en antihéroes o personajes marginados o excluidos de la sociedad, con lo que por primera vez aparece claramente formulado el tema social en la lírica española. Hay que señalar, sin embargo, que la autoría del poema «Desesperación», durante largo tiempo atribuido a Espronceda, es discutida por algunos investigadores, que lo atribuyen a Juan Rico y Amat.[cita requerida]
En su «Himno al sol» y en el poema «Óscar y Malvina» Espronceda se acerca también a la poesía de James Macpherson, inventor del vate céltico Ossian. El estilo, más cultivado aquí por el autor extremeño, es algo amante de los efectos retóricos, pero es flexible e inspirado en sus mejores momentos.
Para José Moreno Villa, estuvo seducido «por el misterio, por la bondad primitiva, amiga de los postergados, enemiga de normas caducas. No es extraño que sumase más admiradores que otros románticos».
Diego Martínez Torrón realizó en 2006 la primera edición anotada de la obra completa de Espronceda, con fijación textual y textos desconocidos, que amplió con otros textos inéditos en El otro Esproceda.